# Faraó (Divindade do Egito)
"Faraó (Divindade do Egito)" é uma canção lançada por Margareth Menezes e Djalma Oliveira, em 1987. Composta por Luciano Gomes, a canção foi o primeiro samba-reggae gravado no Brasil, vendeu mais de 100 mil cópias, sendo um marco para a música brasileira, principalmente a baiana, pois foi um divisor de águas no carnaval.

## Gravação
Djalma Oliveira foi o responsável pelo lançamento de Margareth Menezes. Quando ele a conheceu, ela trabalhava com teatro infantil na periferia de Salvador. Quando Oliveira a convidou, Menezes ficou receosa, tendo em vista que gostaria de ser cantora de funk e blues. No entanto, Djalma insistiu e ela aceitou, com bateria do Olodum tornando-se uma das principais canções da carreira de Margareth Menezes, a qual até hoje, a baiana interpreta em seus espetáculos.

## Temática
Na antiga cultura egípcia, cultuava-se uma religião politeísta, na qual os faraós eram considerados deuses e a eles eram atribuídos poderes. Ao falar sobre os deuses, a canção inicia-se com Osíris, deus associado à vegetação e a vida, que casou-se com sua irmã Ísis. Seti, irado com o casamento, assassinou seu irmão e tomou o trono. Hórus, deus do céu, filho de Osíris e Ísis, se vingou e assassinou Seti. A segunda parte da letra da canção retrata o Olodum e pede atenção para a cultura egípcia no Brasil.

## Lista de faixas
| N.º            | Título                       | Duração |  |
| 1.             | "Faraó (Divindade do Egito)" | 4:22    |  |
| Duração total: | Duração total:               | 4:22    |  |

## Coversou citações

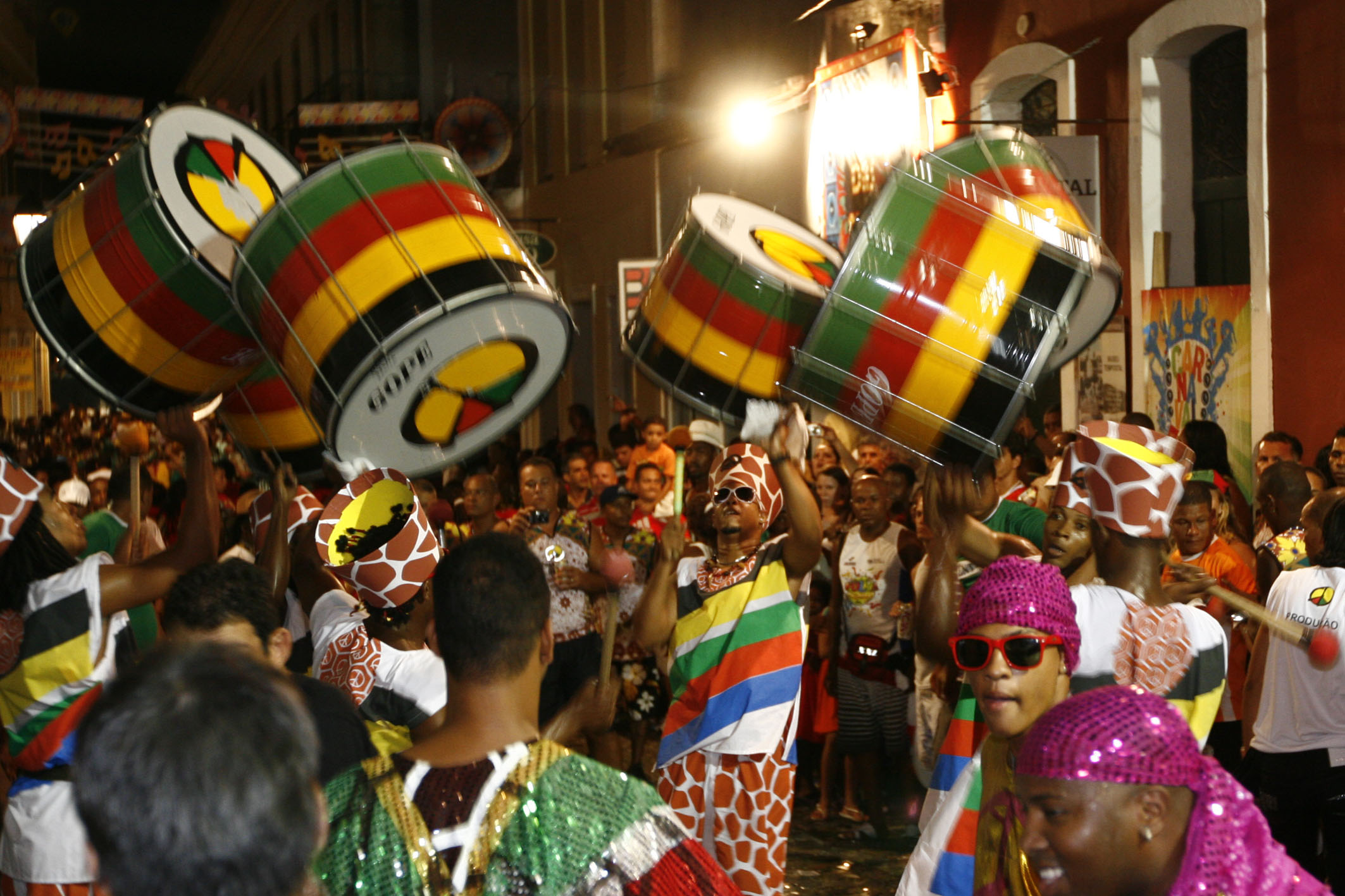
Saida do Olodum (Carnaval de 2010)

"Faraó (Divindade do Egito)" foi interpretado por diversos outros artistas, são eles:
- A canção Faraó foi gravado em 1987 pela Banda Mel no Primeiro LP com o título de Força Interior; pelo Olodum com seus vocais no LP Egito Madagascar, e por Djalma Oliveira & Margarth Menezes. Em 1997 e 1998, a canção foi gravada pelo Tropical Lambadance Group e esteve presente no álbum The Music of Brazil.
- O bloco-afro Olodum gravou a canção para seu álbum Popularidade, lançado em 1999, pela Continental[3].
- Daniela Mercury cantou trechos da canção em seu álbum Elétrica (1998), na décima faixa, ao interpretar um medley.
- "Faraó (Divindade do Egito)", esteve presente na coletânea The Best of Olodum, lançada pela Continental, em 2003[4], em Encyclopedia Musical Brasileira, 2000 e Nova Série, todos interpretados pelo Olodum.
- Em 2005, a Banda Mel, gravou a canção para a coletânea Best of Banda Mel, lançada pela Warner Music[5].
- Além de ser uma canção sempre presente em suas apresentações, Margareth Menezes também regravou a canção em Kindala (1991), Brasileira ao Vivo: Uma Homenagem ao Samba-Reggae (2007) e Festival de Verão de Salvador (2004).
- Ivete Sangalo cantou a canção com a participação do Olodum para o álbum Ivete Sangalo 20 anos.